# Laboratoire d'automatique, génie informatique et signal
Le laboratoire d'automatique, génie informatique et signal (LAGIS-CRIStAL) est un laboratoire de recherches situé sur le campus Cité Scientifique de l'Université de Lille. Il est hébergé par l'École centrale de Lille. Depuis le 1er janvier 2015, le LAGIS a fusionné avec le LIFL pour former le laboratoire CRIStAL.
Ce site est desservi par la station de métro Quatre Cantons - Stade Pierre-Mauroy.

## Héritage
Le LAGIS résulte de la fusion entre le laboratoire d'automatique et d'informatique de Lille (LAIL) de l'École centrale de Lille et de plusieurs équipes de recherche de l'université des Sciences et Technologies de Lille. Il est une composante du Centre de Recherche en Informatique, Signal et Automatique de Lille (CRIStAL).
Ses racines remontent à l'année 1957 où l'université de Lille développa la formation de chercheurs et l'enseignement en automatique, à l'initiative des professeurs André Martinot Lagarde, Roger Dehors et Pierre Vidal. Une filière de maîtrise électronique électrotechnique automatique (EEA) fut progressivement mise en place pour la formation des étudiants.
Parallèlement, l'Institut industriel du Nord créa simultanément des formations électronique et servomécanismes pour élèves-ingénieurs qui se transformèrent ultérieurement en formation d'automatique et d'informatique industrielle à l'École centrale de Lille.

## Axes de recherches

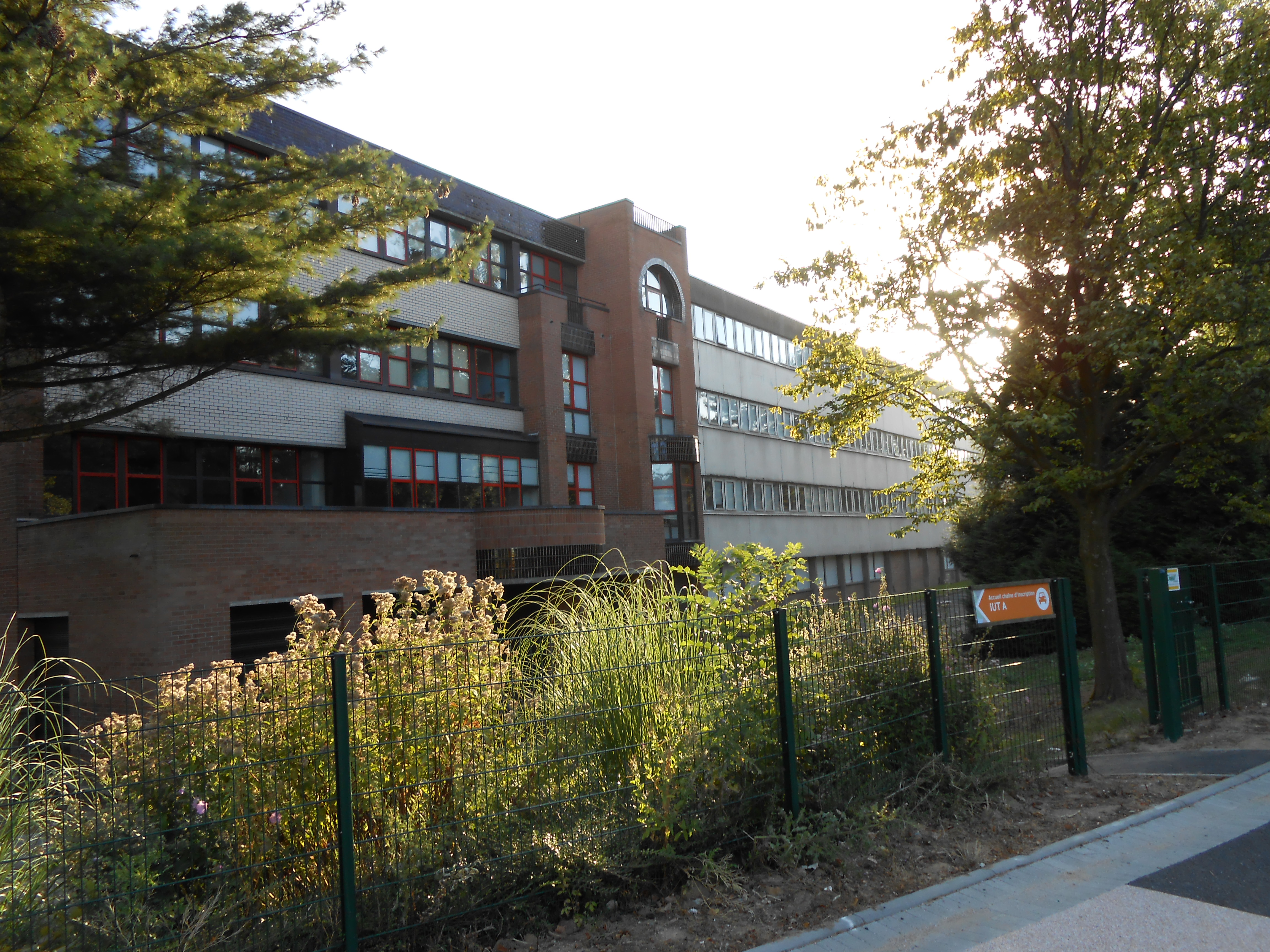
Laboratoire LAGIS

Historiquement, les axes de recherche en automatique et informatique industrielle à Lille concernent les systèmes de commande-contrôle, l'optimisation de la commande et l'observation des grands systèmes, tels que les processus industriels de l'industrie de transformation (en particulier la régulation des processus de sidérurgie), les systèmes d'automatisation de l'industrie manufacturière (en particulier les ateliers flexibles de l'industrie automobile et les centres de logistique automatisée) et les systèmes de transports terrestres (en particulier l'industrie ferroviaire et métro du type VAL).
Aujourd'hui, les sciences de l'ingénieur utiles à la modélisation des systèmes d'information et de commande de processus concernent les axes de recherches suivants du laboratoire :
- Modélisation Bond Graph
- Ingénierie de la décision
- Systèmes à événements discrets - Modélisation Réseau de Petri
- Sûreté de fonctionnement des systèmes dynamiques
- Modélisation et commande des systèmes non-linéaires et à retards
- Vision et traitement d'images

## Quelques publications marquantes
- André Martinot Lagarde et Jean-Daniel Vagner, Éléments d'aéronautique, Paris, Librairie aéronautique, 27 mai 1938, 105 p. (OCLC 459351634, BNF 32425664)
- François Lhote, Étude des systèmes à transfert régi par l'entrée, application au moteur d'asservissement diphasé, Lille, Université des Sciences et des Techniques de Lille, 1968, 215 p. (OCLC 56746659, BNF 35892828)
- Pierre Vidal, Systèmes échantillonnés non linéaires : exercices et problèmes, Paris, Londres, New York, Gordon et Breach, coll. « Théorie des systèmes », 1970(BNF 35394892)
- François Laurent, Pierre Borne et Jean-Claude Gentina, Commandabilité et observabilité, Lille, Université des Sciences et des Techniques de Lille, 1971 (présentation en ligne)
- Pierre Vidal, Automatique, Paris, Dunod, 1978, 190 p. (ISBN 2-04-010169-1 et 9782040101695, présentation en ligne)(BNF 34861230)
- Marcel Staroswiecki et Mirelle Bayart, Actionneurs intelligents, Paris, Hermès, 1994, 217 p. (ISBN 2-86601-439-1, présentation en ligne)
- Pierre Borne, Geneviève Dauphin Tanguy, Jean-Pierre Richard, Frédéric Rotella et Irène Zambettakis, Modélisation et identification des processus, Paris, Technip, 1992, 309 p. (ISBN 2-7108-0615-0, lire en ligne)
- Pierre Borne, Geneviève Dauphin Tanguy, Jean-Pierre Richard, Frédéric Rotella et Irène Zambettakis, Analyse et régulation des processus industriels : Régulation continue, t. 1, Technip, 1993 (ISBN 2-7108-0642-8, lire en ligne)
- Pierre Borne, Geneviève Dauphin Tanguy, Jean-Pierre Richard, Frédéric Rotella et Irène Zambettakis, Analyse et régulation des processus industriels : Régulation numérique, t. 2, Paris, Technip, 1993, 313 p. (ISBN 2-7108-0643-6, lire en ligne)
- Les bond graphs : sous la dir. de Geneviève Dauphin-Tanguy, Paris, Hermès, coll. « IC2 / Systèmes automatisés », 2000, 383 p. (ISBN 2-7462-0158-5)(BNF 37624531)
- Philippe Vanheeghe, Christophe Sueur et Pierre Borne, Automatique des systèmes échantillonnés, Technip, 2001 (ISSN 1243-0226, lire en ligne)
- Michel Bigand, Jean-Pierre Bourey, Hervé Camus et Didier Corbeel, Conception des systèmes d'information, modélisation des données, Paris, Technip, 2006, 165 p. (ISBN 2-7108-0874-9, ISSN 1243-0226, lire en ligne)